# Ilva Trophy 1992
Ilva Trophy 1992 — жіночий тенісний турнір, що проходив на відкритих кортах з ґрунтовим покриттям Circulo Tennis Ilva Taranto в Таранто (Італія). Належав до турнірів 5-ї категорії в рамках Туру WTA 1992. Відбувся вшосте і тривав з 28 квітня до 3 травня 1992 року. Перша сіяна Жулі Алар здобула титул в одиночному розряді й отримала 18 тис. доларів США.

## Фінальна частина

### Одиночний розряд
Жулі Алар —   Емануела Зардо 6–0, 7–5
- Для Алар це був 1-й титул в одиночному розряді за сезон і 2-й - за кар'єру.

### Парний розряд
Аманда Кетцер /  Інес Горрочатегі —  Рейчел Макквіллан /  Радка Зрубакова 4–6, 6–3, 7–3(7–0)